# Nalliers, Vienne
Nalliers är en kommun i departementet Vienne i regionen Nouvelle-Aquitaine i västra Frankrike. Kommunen ligger i kantonen Saint-Savin som tillhör arrondissementet Montmorillon. År 2022 hade Nalliers 306 invånare.

## Befolkningsutveckling
Antalet invånare i kommunen Nalliers
| Referens: INSEE |